# Jean-Paul De Vidas
Jean-Paul De Vidas (né le 31 janvier 1951) est le producteur exécutif de la société de Claude Lelouch, Les Films 13, depuis 1991.

## Biographie
Sa fille Katia de Vidas est mariée avec le chanteur des Libertines, Pete Doherty.

## Filmographie
- 1992 : L'Homme de ma vie de Jean-Charles Tacchella
- 1994 : Le Voleur et la Menteuse de Paul Boujenah
- 2006 : Nos amis les Terriens de Bernard Werber
- 2006 : Entre adultes de Stéphane Brizé
- 2011 : On ne choisit pas sa famille de Christian Clavier

Films de Claude Lelouch
- 1995 : Les Misérables
- 1996 : Hommes, femmes, mode d'emploi
- 1998 : Hasards ou Coïncidences
- 1999 : Une pour toutes
- 2002 : And Now... Ladies and Gentlemen
- 2004 : Les Parisiens (1re partie de la trilogie Le genre humain)
- 2005 : Le Courage d'aimer
- 2007 : Roman de gare
- 2010 : Ces amours-là
- 2013 : Les Bandits manchots (film avorté)
- 2014 : Salaud on t'aime
- 2015 : Un plus une
- 2017 : Chacun sa vie
- 2019 : Les Plus Belles Années d'une vie
- 2019 : La Vertu des impondérables
- 2021 : L'amour c'est mieux que la vie